# Mockenmühle
Die Mockenmühle ist ein Wohnplatz der Gemeinde Oberstreu im Landkreis Rhön-Grabfeld. Die Einöde liegt an einem Mühlbach, der von der Streu abzweigt.

## Geschichte
Die Mockenmühle (auch Mock-, Muck, Bieber- oder Äusseremühle) war über lange Zeiträume Eigentum lokaler Adeliger. Ab dem 14. bis 16. Jahrhundert gehörte sie der Familie Kere. Ab dem 18. Jahrhundert war die Familie von Stein Eigentümer der Mühle. 1604 war Michael Reis (oder Ress) Pächter. Nach 1707 war Balzer Muck der Pächter, von dem auch der Name der Mühle hergeleitet wird. Später waren dann die Familien Streit, Meininger oder Lörzel Pächter. 1882 erwarb Josef Bieber die Mühle, von ihm stammt auch der Name „Biebermühle“.
Die Mühle hatte zwei Mahlgänge, eine Kornmühle und ein Schneidewerk.